# 산요히메지역
산요히메지역(일본어: 山陽姫路駅, さんようひめじえき)은 일본 효고현 히메지시에 있는 산요 전기철도 본선의 역이다. 역 번호는 SY 43이다. 본 노선의 종점이다.
서일본여객철도(JR 서일본) 히메지역은 근처에 있어 환승이 가능하다.

## 역 구조
산요 백화점의 2층 구조에 두단식 승강장 4면 4선의 고가역이다. 개찰구는 승강장 두단부에 1곳 있다.
2006년까지는 이 역을 나와서 잠시 후 산요 전철이 지상을 달리는 JR선 재래선을 고가에서 넘었으나 JR 히메지역의 연속 입체교차 사업으로 인하여 이른바 "역 입체화 공사", 즉 JR선이 고가선이 되면서 산요 전철이 역을 나와 곧 지상으로 내려가는 형태로 변경하는 공사가 열렸다. 이 공사는 2006년 3월 26일 옛 반탄 선(시카마코 선)의 철거지를 사용하여 이 때는 당역 ~ 데가라 간의 열차가 운휴했다.

### 승강장
| 1・2 | 주로 ■ 보통 열차         | 아카시・고베・오사카・아보시 방면 |
| 3・4 | 주로 ■ 직통 특급・■ 특급 | 아카시・고베・오사카・아보시 방면 |

4번 선 외에는 양쪽을 승강장에 끼고 있다. 승강장은 북쪽에서, 1번 선 하차용(단식), 1번 선 승차 및 2번 선 하차용, 2,3번 선 승차용, 3번 선 하차용 및 4번 선이다. 단, 현재 1 ~ 3번 선에 있는 하차 플랫폼은 전혀 사용되지 않아 실질적으로 3면 4선만 사용되고 있다.
2006년 3월 25일의 선로 전환 공사까지는 현재와는 반대로 1,2번 선에 특급 계통, 3,4번 선에 보통 차가 발착했다. 이것은 당시의 역 서쪽의 선형에서는 3,4번 선 승강장에 6량의 유효 길이를 확보하지 못했기 때문이다. 또한, 그 이전의 1,2번 선의 승강장이 6량 대응에 연장되기 전까지는 지금처럼 3,4선이 특급, 1,2선이 보통 차량이 있었고 4번 선에도 하차 승강장이 존재했다.
대합실에는 발차표도 설치되어 있다.
한신 난바 선의 개통으로 본 역부터는 긴테쓰나라 역 또는 긴테쓰나고야 역과 가시코지마 역까지 직통으로 이어지게 되었다. 현재는 직통 열차가 설정되지 않았지만 이들 구간의 직통 운전도 기술 상으로는 가능하다(현재 산요에서 긴테쓰에 진입 가능한 차량은 한신 1000계 전철과 한신 9000계 전철 뿐으로 산요 차와 긴테쓰 차는 불가능하다). 그러나, 한신 선 방면과의 연락 승차권은 가장 멀어도 우메다역 혹은 오사카난바 역까지 밖으로 내지 않고 있다.

## 역 주변
- 산요 백화점 - 70m
  - 캐스퍼 - 40m
  - 히메지 역 앞 버스 터미널 - 신키 버스
- 서일본여객철도(JR 서일본) 히메지역 - 250m
  - 피오레 히메지
  - 플리에 히메지
  - 히메지 역 페스타
- 산요 백화점
- 그란드 페스타(지하가)
- 히메지 포라스
- 오테마에도리
- 미유키도리
- 야마토야시키 히메지점 - 390m
- 히메지성 - 1260m
- 효고 현립 역사 박물관
- 히메지 문학관
- 히메지 시립 미술관
- 일본 성곽 연구센터
  - 히메지 시립 성내 도서관
- 히메지 시민 회관

## 역사
- 1923년 8월 19일: 고베히메지 전기철도의 개통과 동시에 히메지에키마에역으로 설치.
- 1927년 4월 1일: 우지가와 전기에 의한 합병으로 본 회사의 역이 됨.
- 1933년 6월 6일: 우지가와 전기 철도 부문이 분리되어 산요 전기철도의 역이 됨.
- 1943년 11월 20일: 전철 히메지 역(일본어: 電鉄姫路駅, でんてつひめじ)으로 역명 변경.
- 1989년 1월: 산요 백화점 1층에 있던 역 시설(매표기 등)을 2층으로 이전.
- 1991년 4월 7일: 산요히메지역으로 역명 변경.
- 2006년
  - 3월 26일: JR 서일본의 고가 공사 관계로 당역 ~ 데가라 역간 운휴, 버스의 대체 수송 실시.
  - 3월 27일: 출발 열차의 보통차를 1,2번 선에 직통 특급과 특급을 3,4번 선에 발착 번선으로 변경.
- 2012년 5월 9일: 열차 운행 관리 시스템 "SANTICS(산티스)"의 갱신에 따라, 시오즈카 히로시 작곡의 역 멜로디 도입[2].
- 2013년 6월 15일: 피오레 히메지, 캐스퍼(산요 히메지 역 빌딩)을 2층에서 잇는 길이 114미터, 폭 5미터의 조망 연락 열차가 개통[3]. 동년, 12월 12일 선켄 가든은 "캐슬 가든"으로 전망 데크는 "캐슬 뷰"로 애칭이 결정됨[4].

## 사진

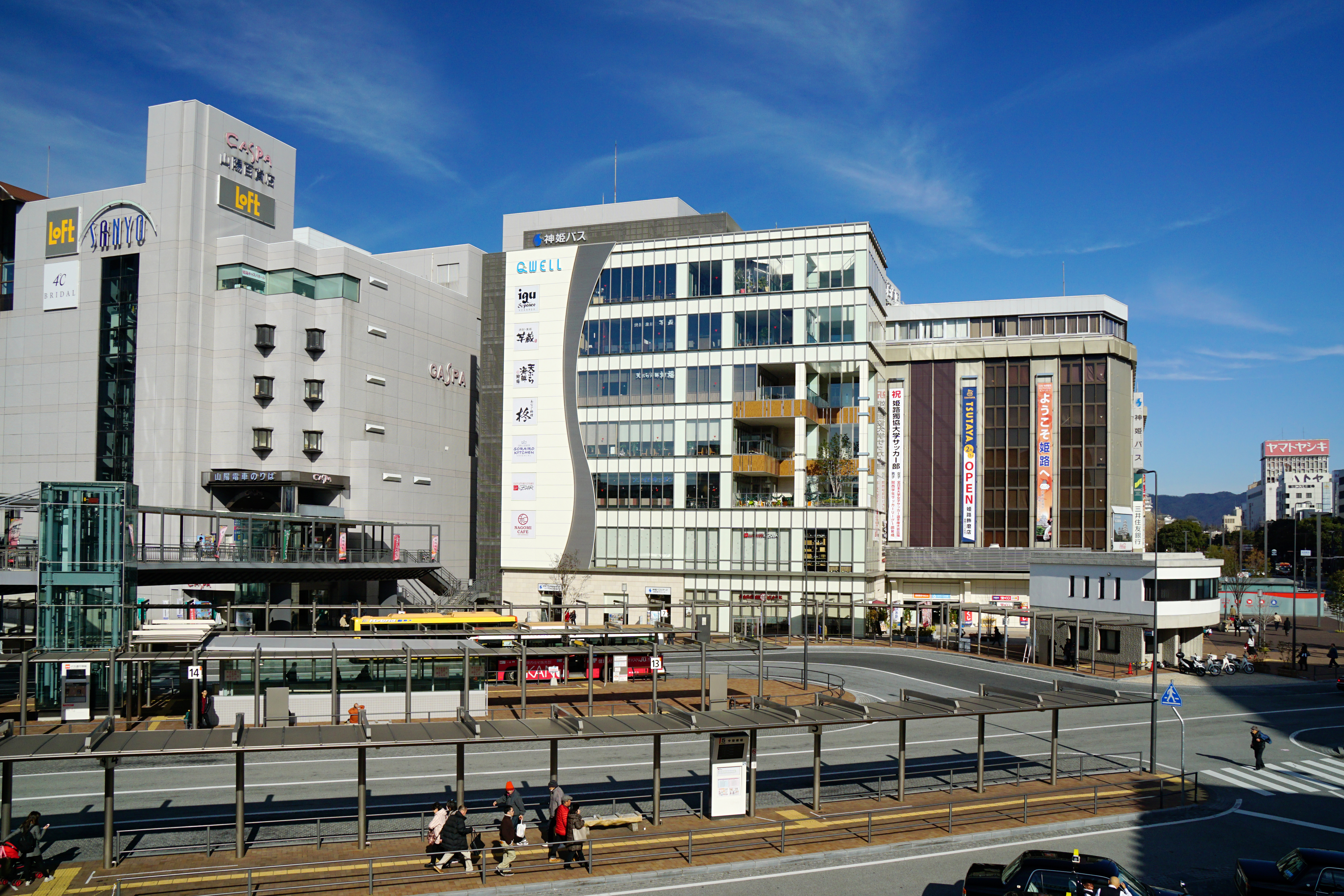
JR 히메지 역과 직결되는 보행자 데크, 역전 신키 버스 터미널
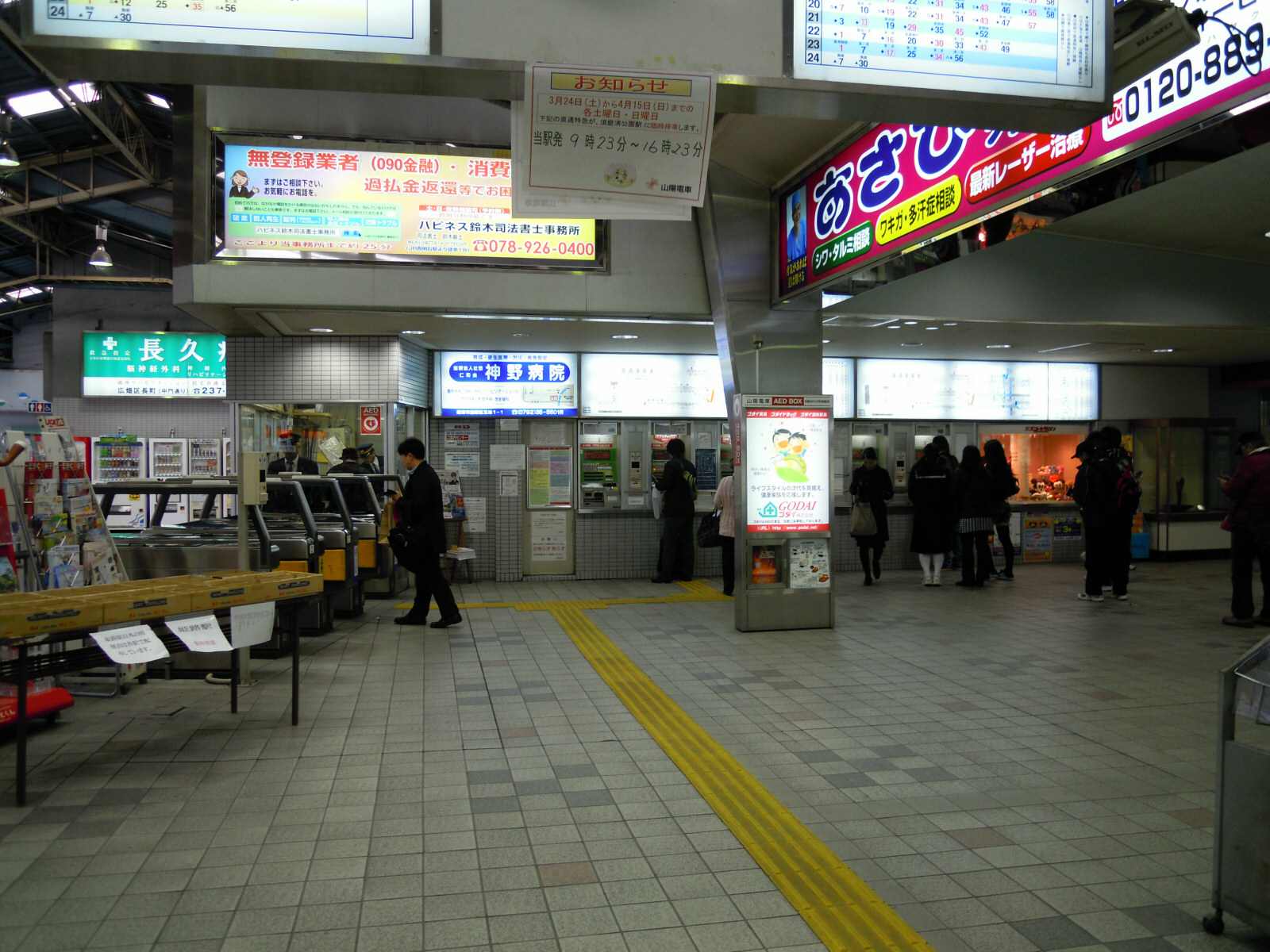
개찰구
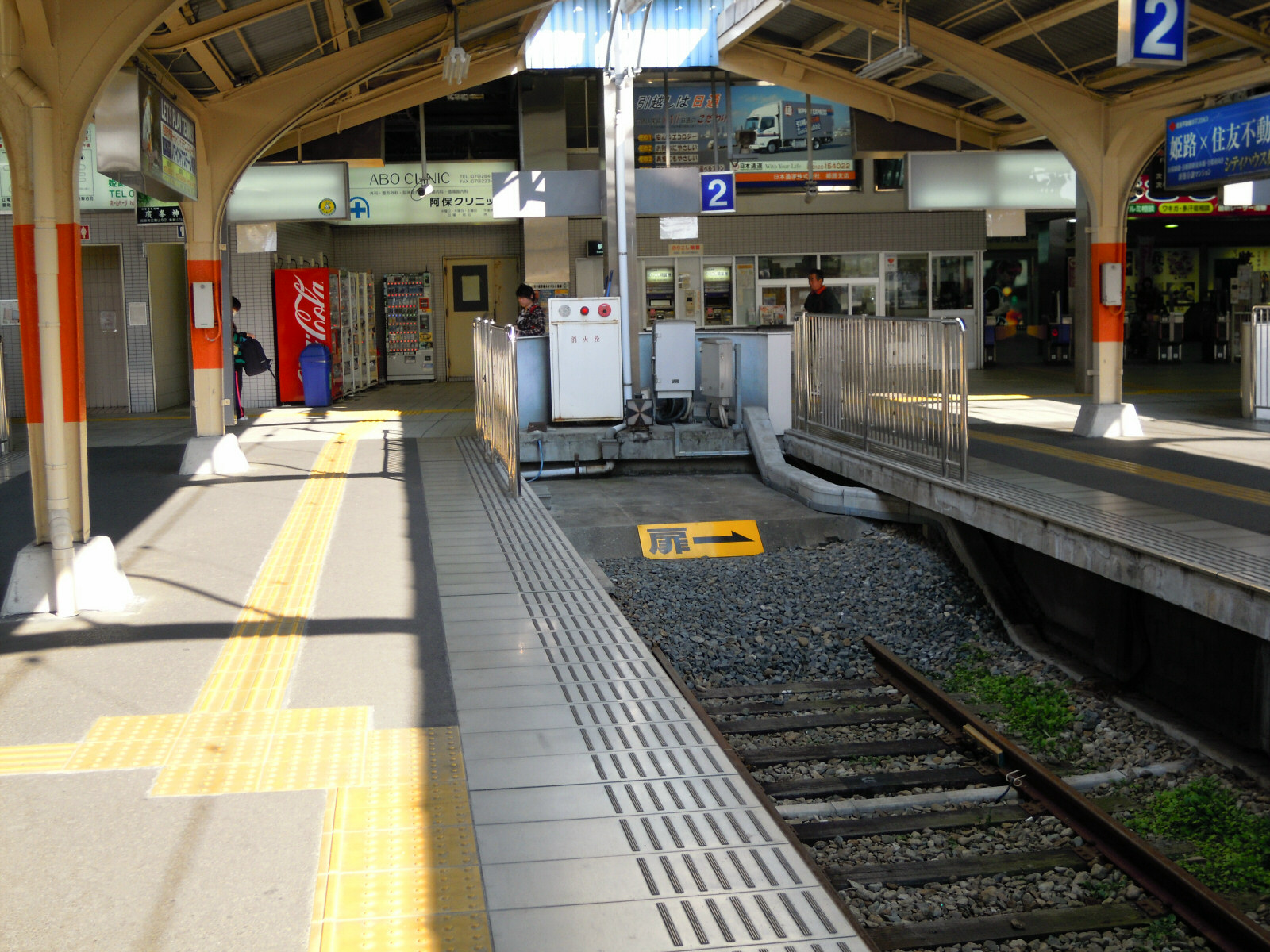
차막이 부분

## 인접역
| 산요 전기철도 ■ 본선               | 산요 전기철도 ■ 본선 | 산요 전기철도 ■ 본선 |
| ---------------------------------- | -------------------- | -------------------- |
| SY 40 시카마 우메다・니시다이 방면 | ■ 특급 ■ 직통특급    | 시·종착역            |
| SY 42 데가라 우메다・니시다이 방면 | ■ S특급 ■ 보통       | 시·종착역            |